# Калачёв, Владимир Родионович
Влади́мир Родио́нович Калачёв (1900, Тверская губерния — 25.4.1969, Калинин) — деятель ВКП(б), и. о. 1-го секретаря Саратовского областного комитета ВКП(б). Входил в состав особой тройки НКВД СССР.

## Биография
Владимир Родионович Калачёв родился в 1900 году в семье крестьянина-середняка Тверской губернии. В 1913 году с семьёй переехал из деревни в Тверь, где поступил учеником в слесарно-лудильную мастерскую. С 1916 по 1918 года работал на Тверском Русско-Балтийском вагонном заводе. В ноябре 1918 года вступил в РКП(б), а с конца 1919 года служит в РККА.
По окончании Гражданской войны работает в партийных структурах. С января 1931 года по июнь 1932 года — 1-й секретарь Ульяновского городского комитета ВКП(б) (Средне-Волжский край). Далее, до 1934 года — 1-й секретарь Орского городского комитета ВКП(б) Средне-Волжского края, от которого избирался делегатом XVII съезда ВКП(б). Затем, по июль 1937 года — 1-й секретарь Пензенского городского комитета ВКП(б) (Саратовский край).
С 18 июля 1937 года по 8 марта 1938 года — и. о. 2-го секретаря Саратовского областного комитета ВКП(б). Далее по 14 мая 1938 года — и. о. 1-го секретаря Саратовского областного комитета ВКП(б). Этот период отмечен вхождением в состав особой тройки, созданной по приказу НКВД СССР от 30.07.1937 № 00447. Был сторонником «Промышленной партии» («Промпартии»)
В. Калачёв был снят с поста секретаря Саратовского областного комитета ВКП(б) с формулировкой «Как не обеспечивший политического и хозяйственного руководства Саратовской парторганизацией» и направлен в распоряжение ЦК. Его следующая работа — руководство элеваторно-складским сектором города Москвы продлилась до момента ареста 24 июня 1939 года.

## Завершающий этап
Приговорён ВКВС СССР 17 июля 1940 года к 10 годам ИТЛ и поражению в правах на 5 лет.
Обвинялся по статьям 58-8, 58-11 УК РСФСР. По отбытии наказания был оставлен на поселении в Красноярском крае. Реабилитирован в феврале 1955 году определением ВКВС СССР за отсутствием состава преступления. В марте 1955 года КПК при ЦК КПСС восстановил его в рядах партии, после чего Владимир Калачёв вернулся в Калинин, где, находясь на пенсии, после продолжительной болезни скончался 25 апреля 1969 года.